# Nilmar
Nilmar Honorato da Silva (eller bare Nilmar) (født 14. juli 1984 i Paraná, Brasilien) er en brasiliansk fodboldspiller, der spiller som angriber hos El-Jaish i Qatar. Han har spillet for klubben siden januar 2014. Tidligere har han optrådt for de brasilianske storklubber Internacional og Corinthians, Villarreal i Spanien, samt for franske Olympique Lyon.
I 2005 blev Nilmar med Lyon fransk mester, og senere samme år sikrede han sig med Corinthians det brasilianske mesterskab.

## Landshold
Nilmar nåede i sin tid som landsholdsspiller (2003-2011) at spille 24 kampe og score ni mål for Brasiliens landshold, som han debuterede for den 13. juli 2001 i et opgør mod Mexico. Han har siden da været med til at vinde Confederations Cup 2009, og var også i truppen til VM i 2010 i Sydafrika.

## Titler
Ligue 1
- 2005 med Olympique Lyon

Brasiliansk Liga
- 2005 med Corinthians

Confederations Cup
- 2009 med Brasilien